# Helen Bright Clark

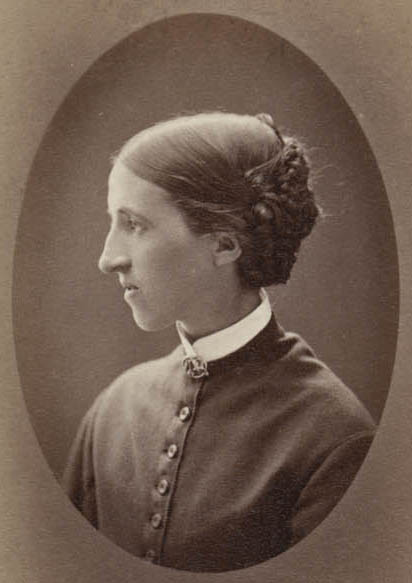
Helen Bright Clark, unbek. Jahr

Helen Bright Clark, geborene Helen Priestman Bright (* 1840 in Rochdale, Lancashire; † 1927), war eine englisch-britische Frauenrechts- und -wahlrechtsaktivistin. Die Tochter eines radikalen Parlamentsabgeordneten war eine prominente Rednerin und tragende Säule der Frauenwahlrechtsbewegung des 19. Jahrhunderts in Südwestengland war. Die in jeder Hinsicht liberale Clark förderte den Fortschritt hin zu universeller menschlicher Geschwisterlichkeit auch durch ihre Aktivitäten in Organisationen, die ehemaligen Sklaven und Ureinwohnern halfen.

## Leben
Clark wurde als Tochter der Quäkerin Elizabeth Priestman Bright und des Politikers John Bright, Mitglied des Privy Council, geboren. Clarks Mutter starb bald nach ihrer Geburt im September 1841 an Tuberkulose. John Brights Schwester Priscilla nahm den Platz der Mutter ein und spielte eine einflussreiche Rolle bei der Erziehung Clarks. Sechs Jahre nach dem Tod ihrer Mutter heiratete Clarks Vater erneut und bekam sieben weitere Kinder, darunter die späteren liberalen Politiker John Albert Bright und William Leatham Bright.
Clark die Quäkerschule in Southport, die auch ihre Tante Priscilla besucht hatte.
Die Brights besaßen in ihrem Haus Exemplare von Aufsätzen John Stuart Mill, und die junge Clark interessierte sich besonders für Mills Befürwortung des „Enfranchisement of Women“, der Idee, dass das Wahlrecht auf Frauen ausgedehnt werden sollte. 1861 schrieb sie an ihre Cousine: „Wie absurd, davon zu sprechen, dass Unterdrückung und Besteuerung Hand in Hand gehen, während die eine Hälfte der Bevölkerung völlig vom Wahlrecht ausgeschlossen ist.“ 1866 unterzeichnete sie als „Helen Bright“ die Ladies' Petition zum Wahlrecht, die von Elizabeth Garrett Anderson und Emily Davies in Umlauf gebracht worden war. Die Petition mit 1.499 Unterschriften wurde von Mill im Juni 1866 dem Unterhaus vorgelegt..
Später im selben Jahr heiratete sie William Stephens Clark (1839–1925) aus Street, Somerset. William Clark war ein liberaler Quäker, Besitzer der Schuhfabrik C. & J. Clark und Mitglied einer Familie, die der Idee der Frauenrechte freundlich gesinnt war: Seine Schwester und seine Nichte hatten ebenfalls die Petition für das Wahlrecht unterzeichnet. Das Paar hatte vier Töchter und zwei Söhne, die sich ebenfalls aktiv für humanitäre Rechte einsetzten: Margaret Clark Gillett war eine Botanikerin und Suffragette. Alice Clark und ihre Schwester Esther Bright Clothier waren nacheinander Sekretärinnen der National Union of Women’s Suffrage Societies (NUWSS). Hilda Clark war Ärztin und Pazifistin. Roger Clark war Mitbegründer der Friends' League for Women's Suffrage, einer Quäkergruppe von Reformern. Roger Clarks Frau Sarah Bancroft Clark war eine Steuerverweigerin und Suffragette, die in mehreren politischen Gruppen aktiv war.
Clark trat 1866/1867 dem Enfranchisement of Women Committee bei und war 1870 Mitglied der Manchester National Society for Women's Suffrage. 1872 sprach Clark zum ersten Mal öffentlich, als sie in Taunton bei einer von der Bristol and West of England National Society for Women's Suffrage organisierten Veranstaltung einen Vortrag hielt. In ihrer Rede stellte sie ironisch in Frage, dass es „für eine Frau völlig in Ordnung wäre, in einer öffentlichen Halle zu tanzen, dass sie aber in dem Moment, in dem sie sich auf eine öffentliche Plattform wage, um für den öffentlichen Frieden, die Moral und die Gerechtigkeit einzutreten, sie aus ihrer Sphäre herausträte.“
Am 9. März 1876 sprach sich Clark in den Victoria Rooms in Bristol nachdrücklich für die Aufhebung der Wahlhindernisse für Frauen aus und unterstützte damit einen von einem Mr. Forsyth zu diesem Zweck eingebrachten Parlamentsentwurf. Am 26. April sprach sich Clarks Vater, der Abgeordnete John Bright, im Unterhaus gegen den Gesetzentwurf aus: „Der Gesetzentwurf scheint auf einer unhaltbaren These zu beruhen […] es ist ein Gesetzentwurf, der auf der Unterstellung von Feindseligkeit zwischen den Geschlechtern beruht.“
Am 23. Januar 1879 hielt Clark in Bristol eine aufrüttelnde Rede für das Wahlrecht, die später als vierseitige Broschüre gedruckt und verbreitet wurde. Sie wies darauf hin, dass der Kampf für das Frauenwahlrecht von vielen „hauptsächlich als sentimental“ angesehen würde und dass die „übergeordnete Frage über Frieden oder Krieg im Vordergrund stehen sollte“. Clark argumentierte, dass die politische Macht von Frauen genutzt werden sollte, für den Frieden einzutreten und der Gesellschaft Fortschritt zu ermöglichen. Zum parlamentarischen Wahlrecht sagte sie:

„This movement I take to be a great symbol, and, as it were, the outward expression, of a great awakening, intellectual and moral, among women – and not only amongst the more scholarly, but among thousands of homely and religious women who have been especially impressed by the moral aspects of the political effacement of their sex.“

„Ich betrachte diese Bewegung als ein großes Symbol und gleichsam als den äußeren Ausdruck eines großen intellektuellen und moralischen Erwachens unter den Frauen – und zwar nicht nur unter den gelehrteren, sondern unter Tausenden von einfachen und religiösen Frauen, die von den moralischen Aspekten der politischen Auslöschung ihres Geschlechts besonders betroffen sind.“

Am 17. und 18. Oktober 1883 fand in Leeds ein großer Kongress statt, der von der National Liberal Federation einberufen worden war, um die Haltung der Liberalen zu der Frage festzulegen, ob das politische Wahlrecht auf männliche Haushalte in den Grafschaften ausgedehnt werden sollte. Obwohl John Bright der anerkannte Führer der Liberalen war, leitete John Morley die zweitägige Debatte der Delegierten aus 500 liberalen Verbänden. Zwei der wenigen Frauen, die als Delegierte ausgewählt worden waren, waren Clark und Jane Cobden, die Tochter des radikalen Politikers Richard Cobden. Als Walter McLaren aus Bradford am ersten Morgen einen Antrag auf Aufnahme einer Resolution zugunsten des Frauenwahlrechts stellte, sprachen sich die beiden weiblichen Delegierten nachdrücklich dafür aus. Obwohl Bright als Radikaler und Liberaler galt und Mill bei der Übergabe der Frauenpetition an das Parlament begleitet hatte, war er persönlich nie für das Frauenwahlrecht. Vor ihrem Vater, 1.600 Delegierten und einem Publikum, zu dem auch die aus Amerika angereiste Susan B. Anthony gehörte, hielt Clark „einen leidenschaftlichen Appell“, der die Zuhörer in „hushed and profound silence“ versetzte. Anthony beschrieb, wie heroisch es für eine Tochter sei, ihren eigenen Überzeugungen treu zu bleiben, selbst wenn diese Überzeugungen „im Gegensatz zu ihrem geliebten und verehrten Vater“ stünden. Nur 30 Delegierte stimmten gegen die Resolution.
John Bright führte den Vorsitz bei einer großen öffentlichen Versammlung, die am Abend des zweiten Tages im Rathaus stattfand. Etwa 5.000 Menschen suchten Einlass, aber Tausende wurden aus Platzmangel abgewiesen. Bright wurde von Wilfrid Lawson vorgestellt, der scherzte, dass die von der Konferenz angenommene Entschließung „den Ideen des Redners des Abends etwas voraus“ sei, eine Bemerkung, die schallendes Gelächter der Menge und ein belustigtes Grinsen von Bright hervorrief. In seiner anschließenden Rede an die Menge, in der er viele Höhepunkte der liberalen Errungenschaften erläuterte, vermied Bright jedoch die Erwähnung der Frauenwahlrechtsresolution und jegliche Anerkennung der kleinen, aber bedeutenden Schritte in Richtung Frauenemanzipation, die im Vereinigten Königreich von 1866 bis 1882 stattgefunden hatten.
Noch als Kind hatte Clark Frederick Douglass auf einer Englandreise kennengelernt, auf der er sich mit John Bright anfreundete. Clark hörte Douglass über die Rassenungleichheit in Amerika sprechen. Als Douglass 1886/1887 nach England zurückkehrte, besuchte er Clark in ihrem Haus und sprach über die Unterdrückung und die „völlige Machtlosigkeit der Afroamerikaner, sich ohne Wahlrecht zu schützen“. Auf dieser Versammlung wurde Clarks Nachbarin Catherine Impey, die Douglass zum zweiten Mal sah, dazu inspiriert, 1888 eine Zeitschrift namens Anti-Caste ins Leben zu rufen, die sich „den Interessen der farbigen Rasse“ widmete; die erste antirassistische Zeitschrift in England. Clark selbst hatte sich schon in den 1860er Jahren im britischen Zweig der Freedman’s Aid Society engagiert, die ehemalige Sklaven bei der Einrichtung einfacher, aber komfortabler Wohnungen unterstützen wollte. In den 1880er Jahren gehörte Clark zu den Gründungsmitgliedern der Society for the Furtherance of Human Brotherhood. 1906 engagierte sich Clark in der Aborigines' Protection Society, unter anderem zusammen mit Jane Cobden.
Im Mai 1884 brach Clark mit ihrer Tante Priscilla Bright McLaren, die zusammen mit Ursula Bright für radikalere Reformen eintrat. Clark schlug sich auf die Seite von Lydia Becker und ihren Anhängern, die einen von  William Woodall eingebrachten schrittweisen Ansatz unterstützten: Er sah das Wahlrecht nur für unverheiratete Frauen vor, nicht für Ehefrauen. Clark unterstützte diesen Vorschlag mit der Begründung, dass diese nicht ganz zufriedenstellende Klausel bessere Chancen auf eine Verabschiedung hatte und später als Mittel zur Ausweitung des Frauenwahlrechts genutzt werden konnte. Trotz mehrerer Versuche bis 1889 gelang es Woodall aber nicht, eine solche Klausel in einem Gesetzentwurf im Parlament zu verankern.
In den frühen 1890er Jahren reiste Elizabeth Cady Stanton durch Europa, um Unterstützung für ihr in Arbeit befindliches Werk The Woman’s Bible zu sammeln und zur Teilnahme daran einzuladen. Eines Abends sprach Stanton in Clarks Haus zu einer Menschenmenge über den Stand der Wahlrechtsbewegung in Amerika. Die anwesenden Geistlichen befragten Stanton zur Stellung der Frau gegenüber dem Mann in der Bibel, und Stanton beschrieb ausführlich, wie die Gleichstellung der Geschlechter durch Bibelverse gestützt wurde, dass die Bibel jedoch selektiv zitiert werden konnte, um gegenteilige Argumente zu unterstützen. Aus diesem Grund, so Stanton, sollte die Autorität der Bibel relativiert werden. Clark, die zwar mit Stantons Ansichten sympathisierte, äußerte gegenüber Stanton ihre Befürchtung, dass einige der Anwesenden von ihren ultraliberalen Ansichten schockiert sein könnten.
An der Radikalisierung der Frauenwahlrechtsbewegung in der Zeit vor dem Ersten Weltkrieg nahm Clark nicht teil. 1914 trat Clark der International Woman Suffrage Alliance (IWSA) bei, einer Gruppe von Frauen, die das Wahlrecht anstrebten und von denen die meisten für den Weltfrieden eintraten. Clark unterzeichnete einen „Offenen Weihnachtsbrief“ an die Frauen in Deutschland und Österreich, der im Januar 1915 in der IWSA-Zeitschrift Jus Suffragii veröffentlicht wurde. Zu den 100 Unterzeichnerinnen gehörten Margaret Ashton, Emily Hobhouse, Sylvia Pankhurst und zahlreiche andere Frauen, die der Wunsch nach einem schnellen Ende der Feindseligkeiten einte. Der Brief war ein Plädoyer für den Weltfrieden unter Frauen und wurde von 155 deutschen Feministinnen, darunter Anita Augspurg, Lida Gustava Heymann und Rosa Mayreder, beantwortet. Die US-Amerikanerin Carrie Chapman Catt, Gründerin der IWSA, schlug vor, dass anstelle des jährlichen IWSA-Treffens in Berlin (das wegen des Krieges unmöglich erschien) ein internationaler Frauenkongress am 28. April in Den Haag stattfinden sollte. Clark musste feststellen, dass ihre Position, Delegierte nach Den Haag zu schicken, in der National Union of Women’s Suffrage Societies (NUWSS) in der Minderheit war: Die Mitglieder der NUWSS waren in erster Linie damit beschäftigt, die britischen Kriegsanstrengungen zu unterstützen.
Über Clarks weiteres Leben sind keine Einzelheiten bekannt. William Clark starb 1925, Clark selbst zwei Jahre danach. Ihr Nachlass ist im Archiv des Alfred Gillett Trust, einer in Somerset ansässigen Stiftung, die die historischen Sammlungen von C & J Clark Ltd. bewahrt.